# Berthella ocellata
Berthella ocellata is een slakkensoort uit de familie van de Pleurobranchidae. De wetenschappelijke naam van de soort is voor het eerst geldig gepubliceerd in 1830 door delle Chiaje.